# جوگلات
جوگلات (به انگلیسی: Juglot) یک روستا در پاکستان است که در گلگت واقع شده‌است. جوگلات ۲۷٬۰۰۰ نفر جمعیت دارد و ۱٬۹۸۸ متر بالاتر از سطح دریا واقع شده‌است.